# Parque Histórico de Kamphaeng Phet

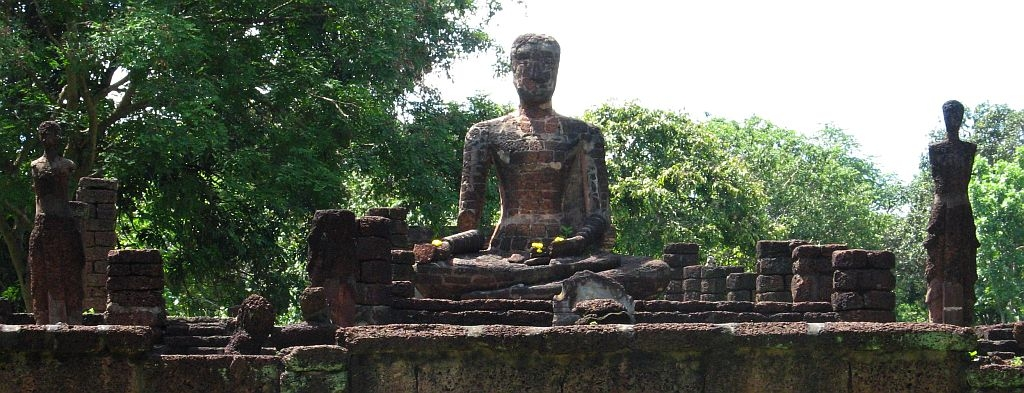
Restos arqueológicos al interior del Parque Histórico Kamphaeng Phet.

El Parque Histórico de Kamphaeng Phet (en tailandés, อุทยานประวัติศาสตร์ กำแพงเพชร) es un sitio arqueológico en Kamphaeng Phet, Tailandia. Junto con el Parque Histórico de Sukhothai y el Parque Histórico de Si Satchanalai conforman el Patrimonio de la Humanidad Ciudad histórica de Sukhothai y sus ciudades históricas asociadas. 

## Arquitectura
Las principales características del Parque Histórico de Kamphaeng Phet incluyen restos arqueológicos de sitios antiguos, tales como Mueang Chakangrao, al este del río Ping o Mueang Nakhon Chum al oeste y Trai Trueng, a unos 18 kilómetros al suroeste de la ciudad. Chakangrao, la antigua ciudad de Kamphaeng Phet, tenía la misma planificación urbana que la antigua Sukkothai y Si Satchanalai, con zonas separadas para lugares de culto, tanto dentro como fuera de los límites de la ciudad. Los edificios religiosos en la orilla oeste del río Ping en Nakhon Chum están construidas de ladrillos de tamaño pequeño. Las murallas de la ciudad y sus fortificaciones marcan el límite del área rectangular de la ciudad que mide unos 300-700 metros de ancho y 2.200 metros de largo.

### Monumentos
Wat Phra Kaeo (วัด พระ แก้ว) es un gran templo real en el centro de la ciudadc cerca de un sitio que se cree fue un palacio. El templo en sí fue utilizado en eventos importantes de la ciudad y no era usado como residencia de monjes. Las características principales incluyen la estupa principal con su base adornada con un león y una estupa redonda con su base adornada con un elefante. También había otras estupas de diferentes bases y restos de varias capillas. Su límite está marcado por muros de laterita.
Segundo en tamaño, se encuentra Wat Phra Eso (วัด พระ ธาตุ), donde la principal estupa está construida con una mezcla de laterita y ladrillos con una base cuadrada de 15 metros de ancho. El estilo pertenece a la arquitectura Kamphaeng Phet.
Sa lun (สระ ม น) es el sitio del palacio situado al norte de Wat Phra Kaeo, con un muro de tierra cuadrado hasta casi tocar la muralla al norte de la ciudad. Rodeado de muros por tres lados, se encuentran fosos con un estanque en el centro. Actualmente, no han quedado estructuras restantes en pie.
Wat Phra no (วัด พระ นอน) está cercado por muros de laterita en los cuatro lados. En la parte frontal del templo se encuentra un estanque en forma de cuadrado, baños y un pabellón flotante antiguo que se apoya en una columna de laterita de gran tamaño. La columna entera fue cortada en una sola pieza, desde su cantera y mide 1,1 metros por cada lado y 6,4 metros de altura, siendo la piedra más grande de su tipo en el país. Una escultura de un león y piedras sema (mojones) todavía pueden ser discernidos. El gran Vihan que alguna vez albergó al Buda en descanso se ha desmoronado por completo.
Wat Phra Si Iriyabot (วัด พระ สี่ อิริยาบถ) está situado al norte de Wat Phra Non y tiene un estanque y cuarto de baño similares a su vecino. Las paredes en los cuatro lados son de laterita con una entrada también de laterita. Una estructura alberga estatuas de Buda en cuatro posturas: caminando, sentado, parado y reclinado en el estilo artístico de Sukhothai. Hoy en día, solo se conserva la estatua en la postura de pie.
Wat Phra Canta (วัด พระ สิงห์) se cree que fue construido durante los dos períodos de Sukhothai y Ayutthaya. Con paredes de laterita, tiene una estupa principal de forma cuadrada con arcos en los cuatro lados. En frente del Ubosot, se encuentran figurinas Naga y un león ornamental.
Wat Chang Rop (วัด ช้าง รอบ) es un gran templo situado en una colina alta. Su estupa principal de estilo ceilandés se encuentra en el centro del patio, pero su parte superior se divide. La base está adornada con 68 medios elefantes. También se preservan rastros de figuras de demonios y danzantes femeninas.

## Galería

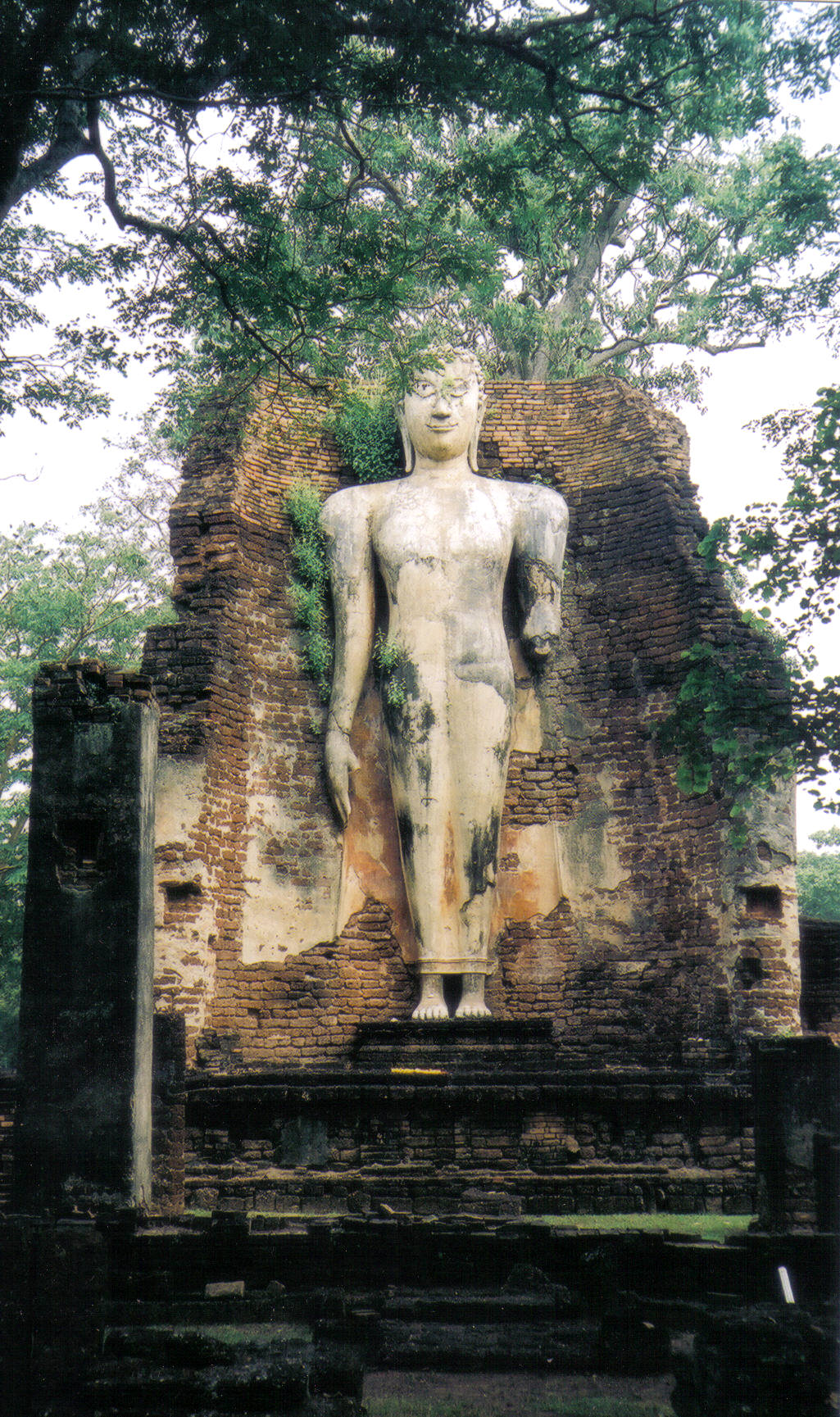
Wat Phra Si Iriyabot
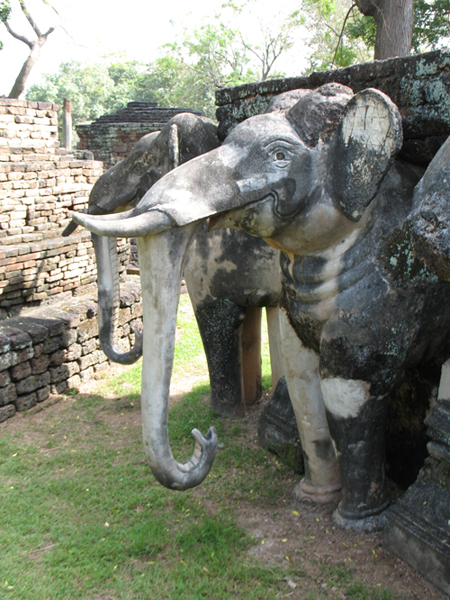
Elefantes alrededor de la estupa, Wat Phra Kaeo
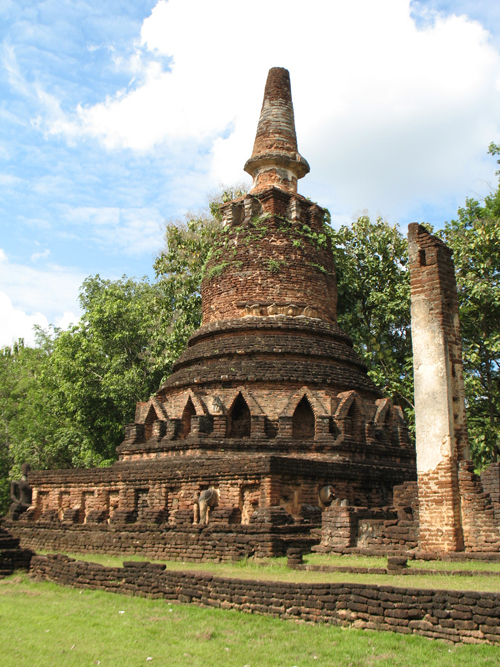
Estupa de Wat Phra Kaeo
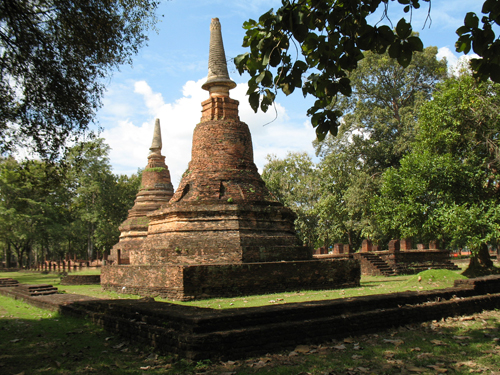
Wat Phra That